# Ившам
Ѝвшам (на английски: Evesham, на английски се изговаря най-близко до Ийвшъм) е град в Западна Англия, графство Устършър.

## География
Разположен е около река Ейвън. Намира се на 20 km югоизточно от Устър. Населението му е около 22 300 души (2001).

## Спорт
Представителният футболен отбор на града носи името ФК Ившам Юнайтед.

## Личности
Починали
- Муцио Клементи (1752 – 1832), композитор
- Симон V дьо Монфор (1208 – 1265), граф на Лестър и Честър

## Побратимени градове
- Дрьо, Франция
- Кудугу, Буркина Фасо